# Эмилио Митре (станция метро)
«Эмилио Митре» (исп. Emilio Mitre) — станция Линии E метрополитена Буэнос-Айреса.
Станция расположена в городском районе Парке Чакабуко. Станция Эмилио Митре была открыта 7 октября 1985 года.
Название своё станция получила от улицы Эмилио Митре, на перекрёстке которой с Авенидой Эва Перон она и расположена. Улица получила же своё название в честь Эмилио Митре, аргентинского инженера и журналиста конца XIX-начала XX века.
В непосредственной близости от станции Эмилио Митре расположен факультет философии и литературы Университета Буэнос-Айреса.

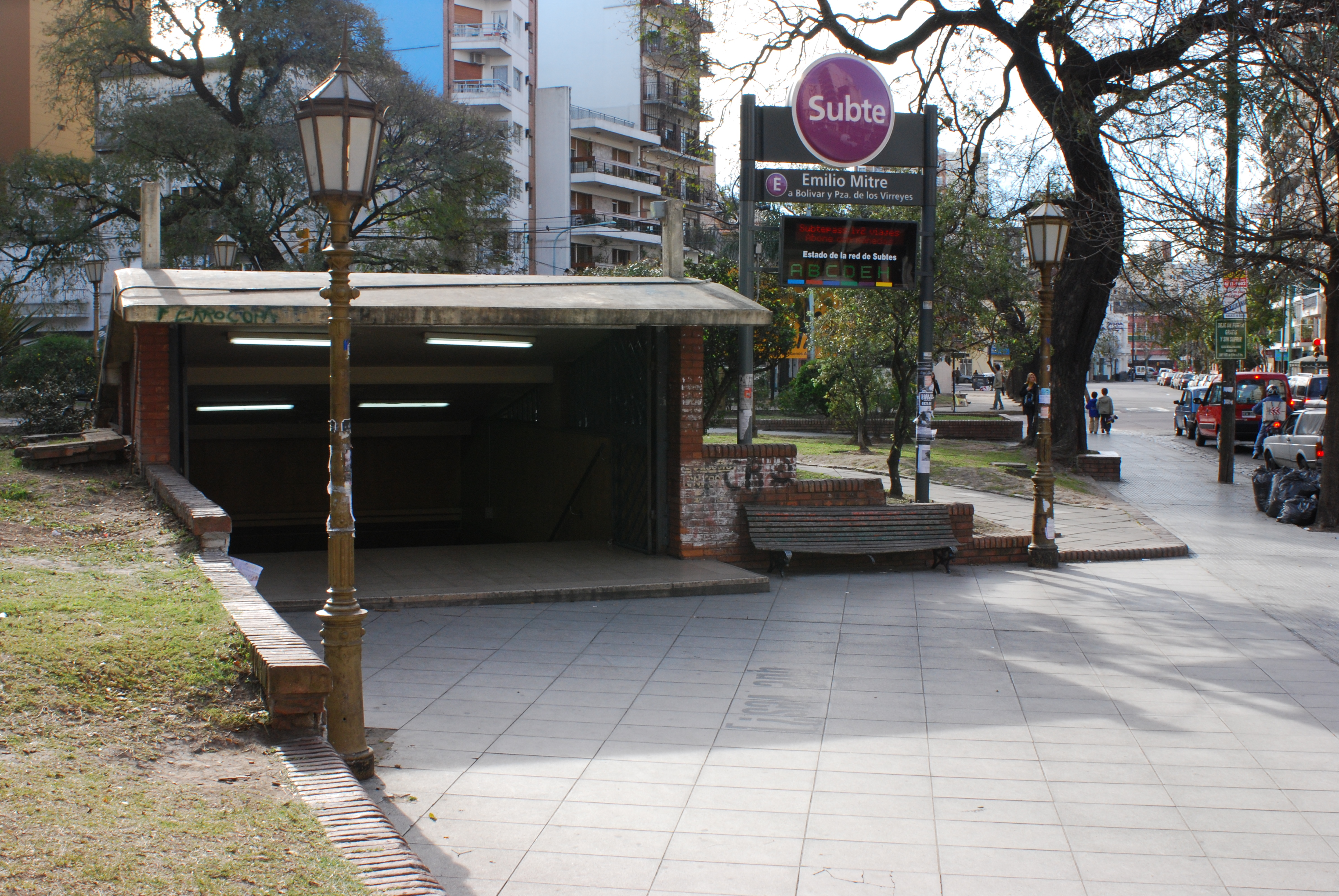
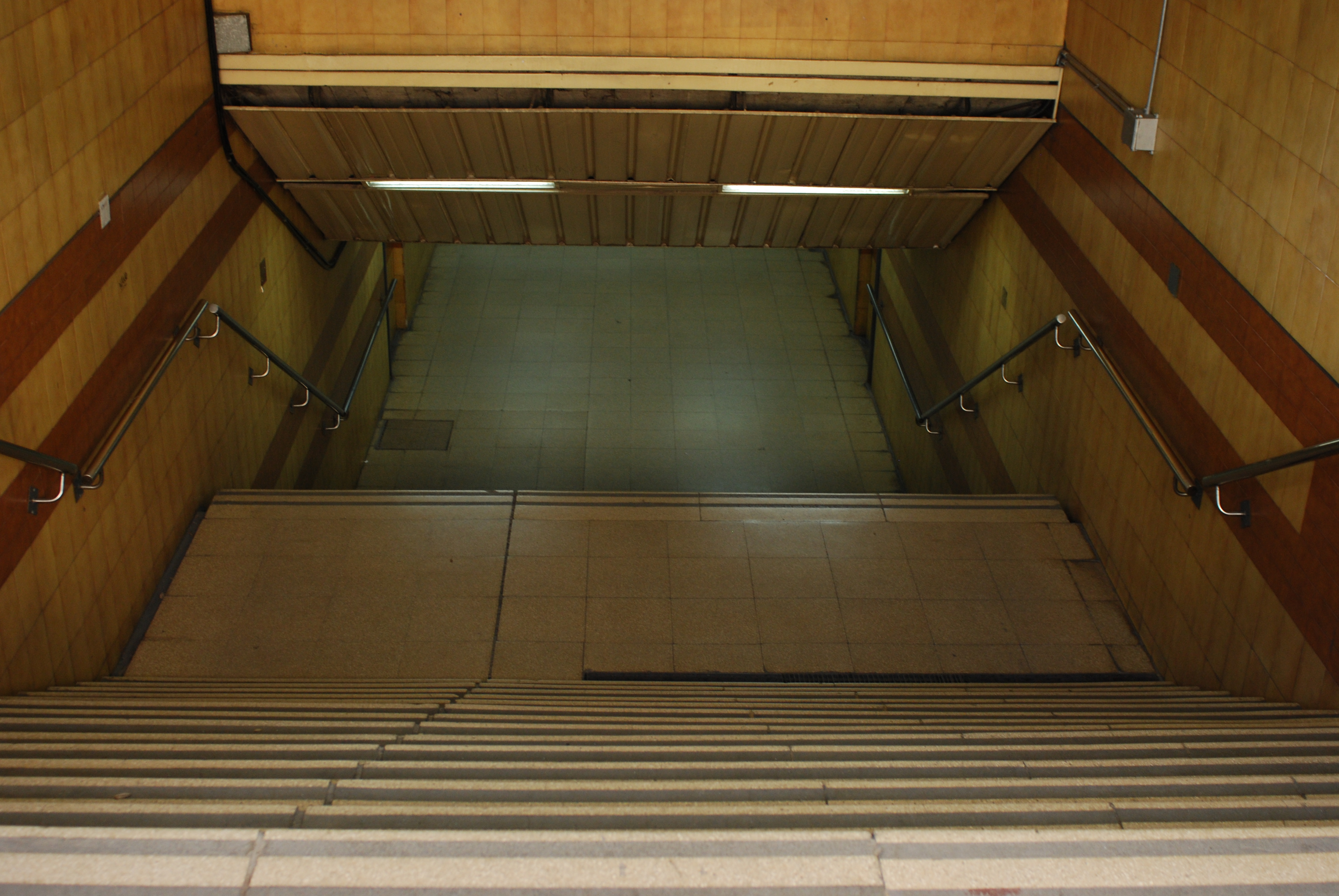
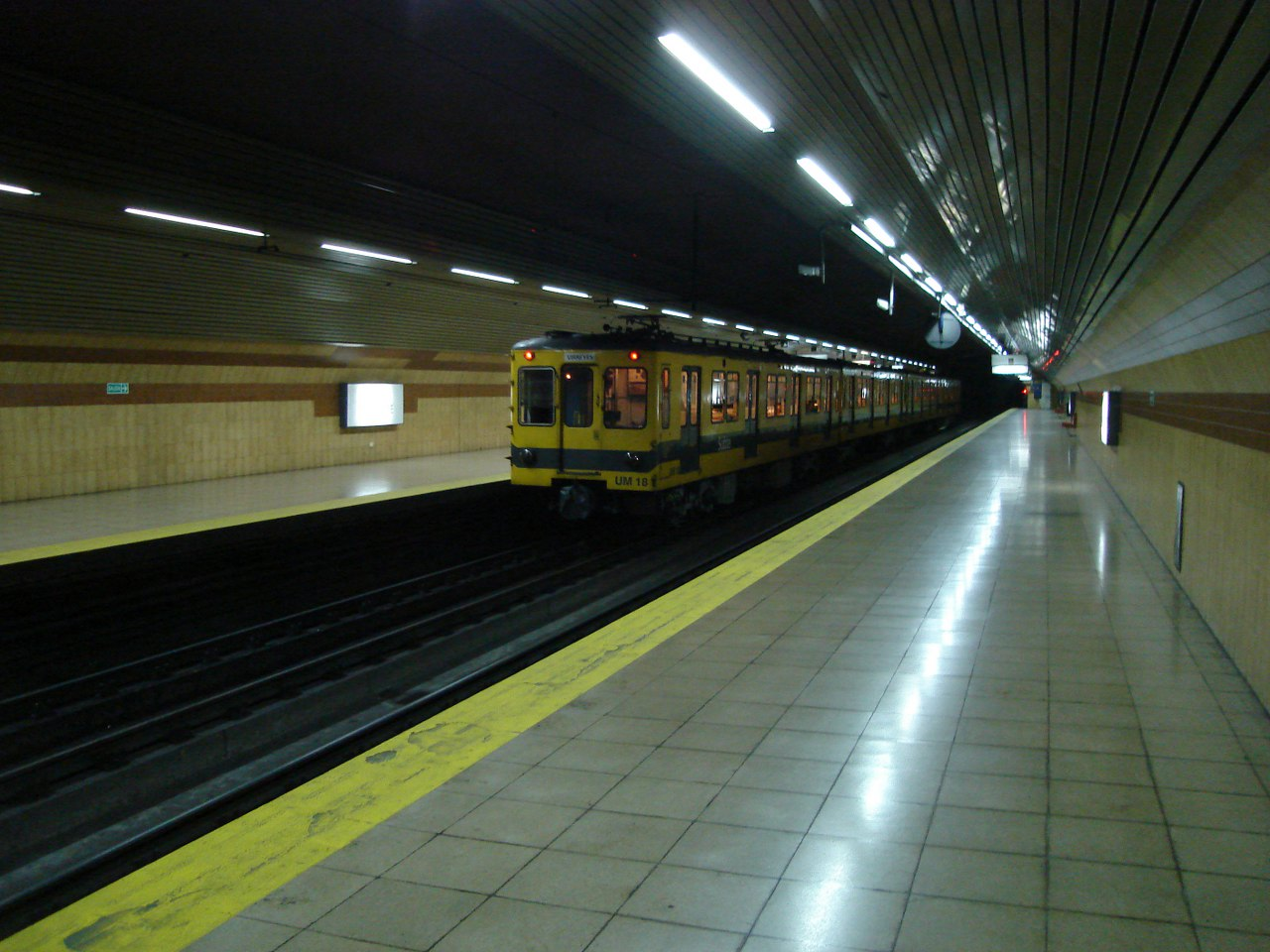